# 莫拉迪略德罗阿
莫拉迪略德罗阿，是西班牙卡斯蒂利亚-莱昂布尔戈斯省的一个市镇。总面积14平方公里，总人口209人（2001年），人口密度15人/平方公里。